# 범유럽 교통로

10개의 판-유럽 교통로 네트워크 지도

10개의 범유럽 교통로는 앞으로 10년에서 15년 동안 중부와 동부 유럽 지역에서 주요 투자가 필요한 도로 네트워크로, 1994년 3월 크레타에서 열린 2차 판유럽 교통 회의에서 규정되었다. 1997년 헬싱키에서 열린 3차 회의에서 추가 조건들이 건의되었다. 이러한 이유로, 판유럽 교통로는 "크레타 교통로" 혹은 "헬싱키 교통로"로 불리기도 하나, 이는 도로의 지정학적 위치와 전혀 관계없는 명칭이다. 10번째 교통로는 이전 유고슬라비아에서의 분쟁이 끝난 이후 건의되었다.
판유럽 교통로는 유럽 교통 네트워크와는 다른 체계로, 유럽 교통 네트워크는 유럽 연합이 주도하는 프로젝트로 유럽 연합 내의 주요 도로들을 모두 포함한다. 이 두 시스템을 결합하자는 건의가 종종 올라온 바 있으며, 계획에 관련된 대부분의 국가들은 유럽 연합의 회원국들로 구성되어 있다.
범유럽 교통로는 도로, 철도 그리고 운하를 포함한다.

## 같이 보기
- 유럽 고속도로